# Raumordnungsgesetz (Deutschland)
Das Raumordnungsgesetz (ROG) ist ein deutsches Bundesgesetz, das bundes- wie rahmenrechtliche Vorgaben zu Bedingungen, Aufgaben und Leitvorstellungen der Raumordnung enthält. Seit der Föderalismusreform ist die Raumordnung Bestandteil der konkurrierenden Gesetzgebung. Die Länder können seitdem von den Regelungen des ROG abweichen.
Das Raumordnungsgesetz wurde in seiner ersten Fassung am 8. April 1965 im Bundesgesetzblatt veröffentlicht. Mit Wirkung vom 18. August 1997 bzw. 31. Dezember 2008 und 30. Juni 2009 hat der Gesetzgeber das Raumordnungsgesetz novelliert und auch danach sind noch mehrfach einzelne Änderungen vorgenommen worden.
Die Gesetzgebungskompetenz ergibt sich dabei zum einen aus der Kompetenz kraft Natur der Sache, zum anderen aus Art. 74 Abs. 1 Nr. 31 GG.
Grundsätzlich soll mit der Raumordnung für den Gesamtraum der Bundesrepublik Deutschland eine ausgewogene Siedlungs- und Freiraumstruktur entwickelt werden, die zugleich die Funktionsfähigkeit des Naturhaushalts berücksichtigt. Eine Zersiedlung der Landschaft soll vermieden werden, eine effektive Infrastruktur soll aufrechterhalten bleiben. Die ländlichen Räume sollen entwickelt werden und Erholungsgebiete gefördert werden. Sichergestellt werden soll mit dem Raumordnungsgesetz, dass dem Wohnbedarf Genüge getan wird.

## Geschichte
Der Bundestag hat am 6. September 1953 den von einer interfraktionellen Gruppe vorgelegten Entwurf eines Rahmengesetzes über Raumordnung beraten. Danach sollte ein interministerieller Ausschuss für Raumordnung eingerichtet, ein Beirat gebildet und den Ländern die Regelung der Raumordnung in ihren Bereichen zugeordnet werden.
Bund und Länder vereinbarten am 16. Dezember 1957 in einer Verwaltungsvereinbarung, die Zusammenarbeit auf dem Gebiet der Raumordnung zu sichern; 1961 wurde diese Vereinbarung um weitere vier Jahre verlängert. Unabhängig davon hatte der Bundestag am 20. Mai 1960 in einer Entschließung die Vorlage eines Raumordnungsgesetzes gefordert. Die Regierung erweiterte zunächst ihre Wohnungsbaupolitik zu einer umfassenden Städtebaupolitik und setzte in der folgenden Legislaturperiode in ihrer Regierungserklärung einen entsprechenden Schwerpunkt. Das vorherige Bundesministerium wurde erweitert zum Bundesministerium für Wohnungswesen, Städtebau und Raumordnung, das dann von Paul Lücke geleitet wurde, unterstützt durch Staatssekretär Werner Ernst, der bereits 1960 die Verabschiedung des Bundesbaugesetzes erfolgreich vorbereitet hatte und der Friedrich Halstenberg als Leiter der neuen Abteilung Städtebau und Raumordnung einsetzte.
Die Vorarbeiten für ein Raumordnungsgesetz leistete der Sachverständigenausschuss für Raumordnung (SARO) 1961 mit einem Gutachten. Maßgeblich waren hieran die Wissenschaftler Erich Dittrich und Gerhard Isenberg beteiligt. Nachdem dann 1962 auch eine Gruppe von Abgeordneten einen Initiativantrag eingebracht hatte (BT-Drs. IV/472) zog die Regierung am 4. Dezember 1963 mit einem eigenen Entwurf nach (BT-Drs. IV/1204). Trotz ausführlicher Beratungen in verschiedenen Ausschüssen und mit den Ländervertretern wurde dieser Entwurf vom Bundesrat jedoch nicht angenommen.
Erst am 8. April 1965 hat der Bundestag das Raumordnungsgesetz beschlossen mit dem Ziel, das Bundesgebiet in seiner allgemeinen räumlichen Struktur so zu entwickeln, dass diese der freien Entfaltung der Persönlichkeit in der Gemeinschaft am besten dient und dabei die natürlichen Gegebenheiten sowie die wirtschaftlichen, sozialen und kulturellen Erfordernisse beachtet.
In § 2 sind die Grundsätze der Raumordnung definiert:
- 1) Gebiete mit gesunden Lebens- und Arbeitsbedingungen sind zu sichern und weiterzuentwickeln; in Gebieten, in denen eine solche Struktur nicht besteht, sollen Maßnahmen zur Strukturverbesserung sowie zur verkehrs- und versorgungsmäßigen Aufschließung ergriffen werden,
- 2) eine Verdichtung von Wohn- und Arbeitsstätten soll angestrebt werden,
- 3) in Gebieten, in denen die Lebensbedingungen zurückgeblieben sind, sollen die wirtschaftlichen und sozialen Verhältnisse sowie die kulturellen Einrichtungen verbessert werden, wobei Gemeinden mit zentralörtlicher Bedeutung zu fördern sind.
- 4) die Leistungskraft des Zonenrandgebietes ist bevorzugt zu stärken, dass in all seinen Teilen Lebens- und Arbeitsbedingungen sowie eine Wirtschafts- und Sozialstruktur geschaffen werden, die denen im gesamten Bundesgebiet mindestens gleichwertig sind; die Bildungs-, Kultur-, Verkehrs-, Versorgungs- und Verwaltungseinrichtungen sind vordringlich zu schaffen,
- 5) die land- und forstwirtschaftliche Bodennutzung ist zu erhalten, für ländliche Gebiete sind eine ausreichende Bevölkerungsdichte und eine angemessene wirtschaftliche Leistungsfähigkeit anzustreben,
- 6) in Verdichtungsräumen sollen die vorhandenen Bedingungen und Strukturen gesichert und verbessert werden,
- 7) für die Erhaltung,  den Schutz und die Pflege der Landschaft ist zu sorgen; für die Reinhaltung des  Wassers, die Sicherung der Wasserversorgung die Reinhaltung der Luft und den Schutz der Allgemeinheit vor Lärmbelästigung ist ausreichend Sorge zu tragen,
- 8) die landsmannschaftliche Verbundenheit soll berücksichtigt werden,
- 9) die Erfordernisse der zivilen und militärischen Verteidigung sind zu beachten.

Die vorstehenden Grundsätze waren für alle raumwirksamen Planungen und Maßnahmen der Behörden des Bundes gültig, einschließlich der bundesunmittelbaren Planungsträger, Körperschaften, Anstalten und Stiftungen des öffentlichen Rechts sowie für die Landesplanung der Länder, die wiederum übergeordnete und zusammenfassende Programme und Pläne aufzustellen hatten. Ab 1966 erstellte die Bundesregierung jeweils alle zwei Jahre einen Raumordnungsbericht, seit 2009 werden diese vom Bundesinstitut für Bau-, Stadt- und Raumforschung herausgegeben.
Gemäß Auftrag des Bundestages vom 3. Juli 1969 beschlossen die Ministerkonferenz für Raumordnung am 14. Februar 1975 und die Bundesregierung am 23. August 1975 die Aufstellung eines Bundesraumordnungsprogramms (BROP), mit dem die regionale Verteilung der raumwirksamen Bundesmittel festgelegt wurde.